# 호데이다주
호데이다주(아랍어: الحديدة)는 예멘 서부에 위치한 주로, 서쪽으로는 홍해와 맞닿아 있다. 주도는 호데이다이며 인구는 2,157,552명(2004년 기준), 면적은 15,407km2이다.